# Дом связи (Смоленск)
Дом связи — общественное здание, расположенное в центре города Смоленска на улице Октябрьской революции.
Дом связи построен в 1962 году по проекту архитектора Я. М. Оруна. До Великой Отечественной войны на этом месте находился учебный корпус Смоленского сельскохозяйственного института, полностью разрушенный в военные годы.
В Доме связи долгое время размещались главный почтамт, центральный телеграф, междугородная телефонная станция, областное управление связи. В настоящее время в здании по-прежнему находится главпочтамт, а также располагается филиал компании Ростелеком.